# Джеймстаун (Виргиния)

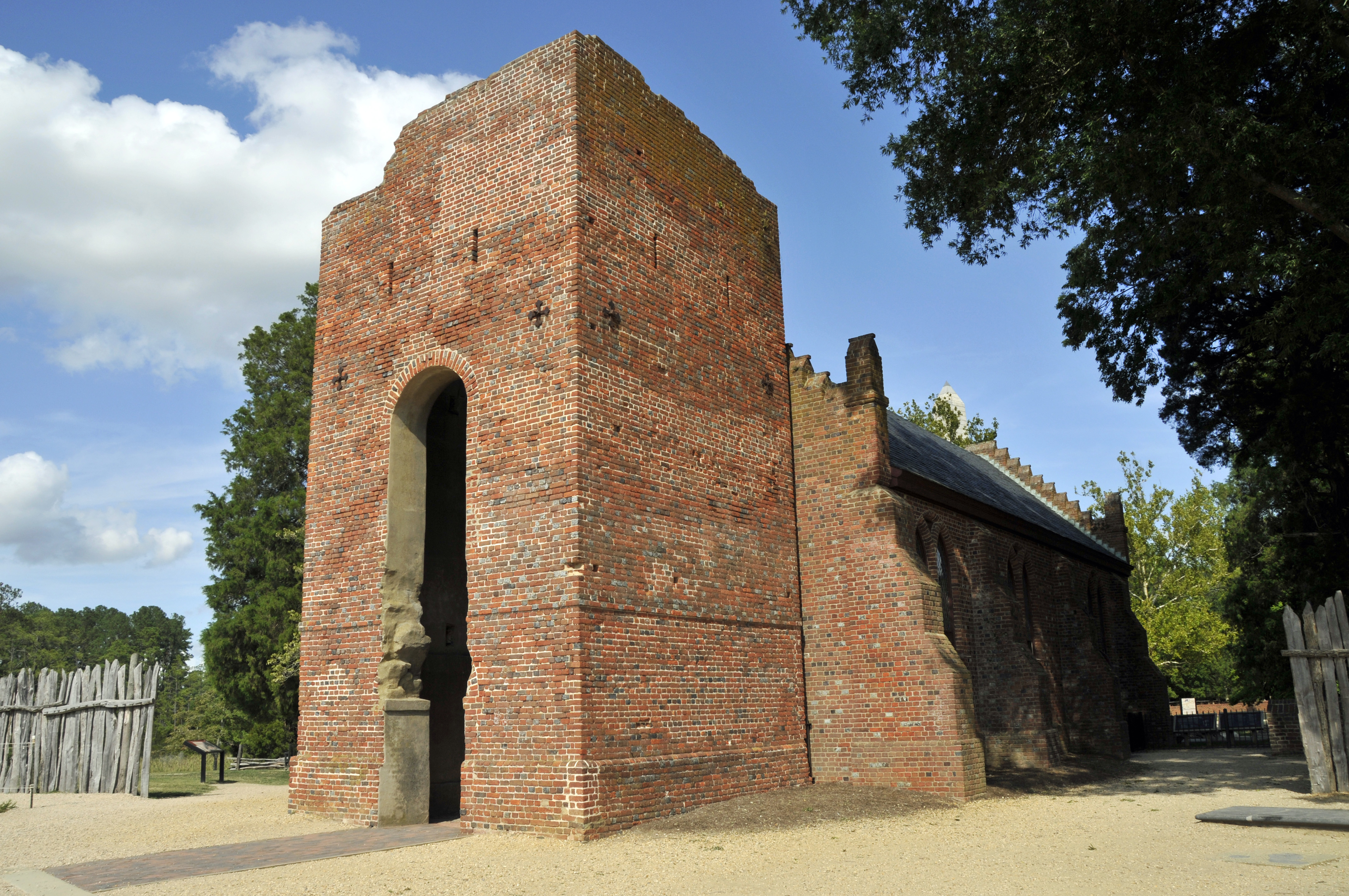
Руины церкви Джеймстауна, возведённой из кирпича в 1639 году

Джеймстаун (англ. Jamestown) — первое поселение англичан на территории современных США (а именно в Виргинии). Просуществовало с 1607 по 1699 годы, после чего было заброшено. Сейчас представляет собой музей под открытым небом, который, наряду с Уильямсбергом и Йорктауном, входит в так называемый Исторический треугольник Виргинии.

## История

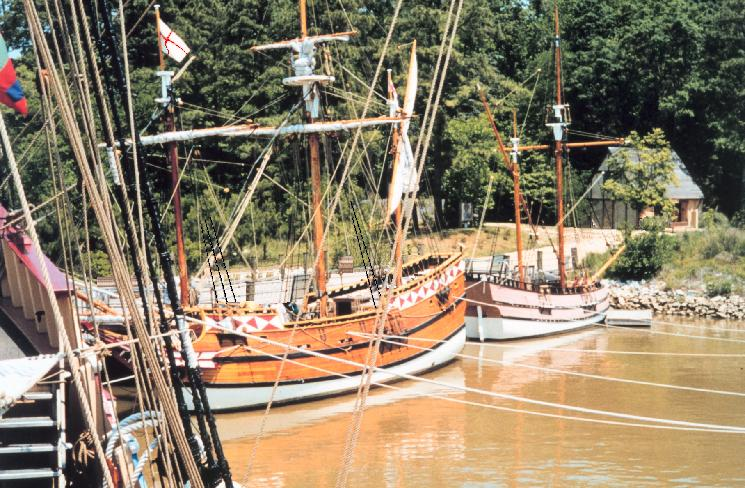
Реконструкция трёх первых кораблей, привезших в Америку основателей Джеймстауна

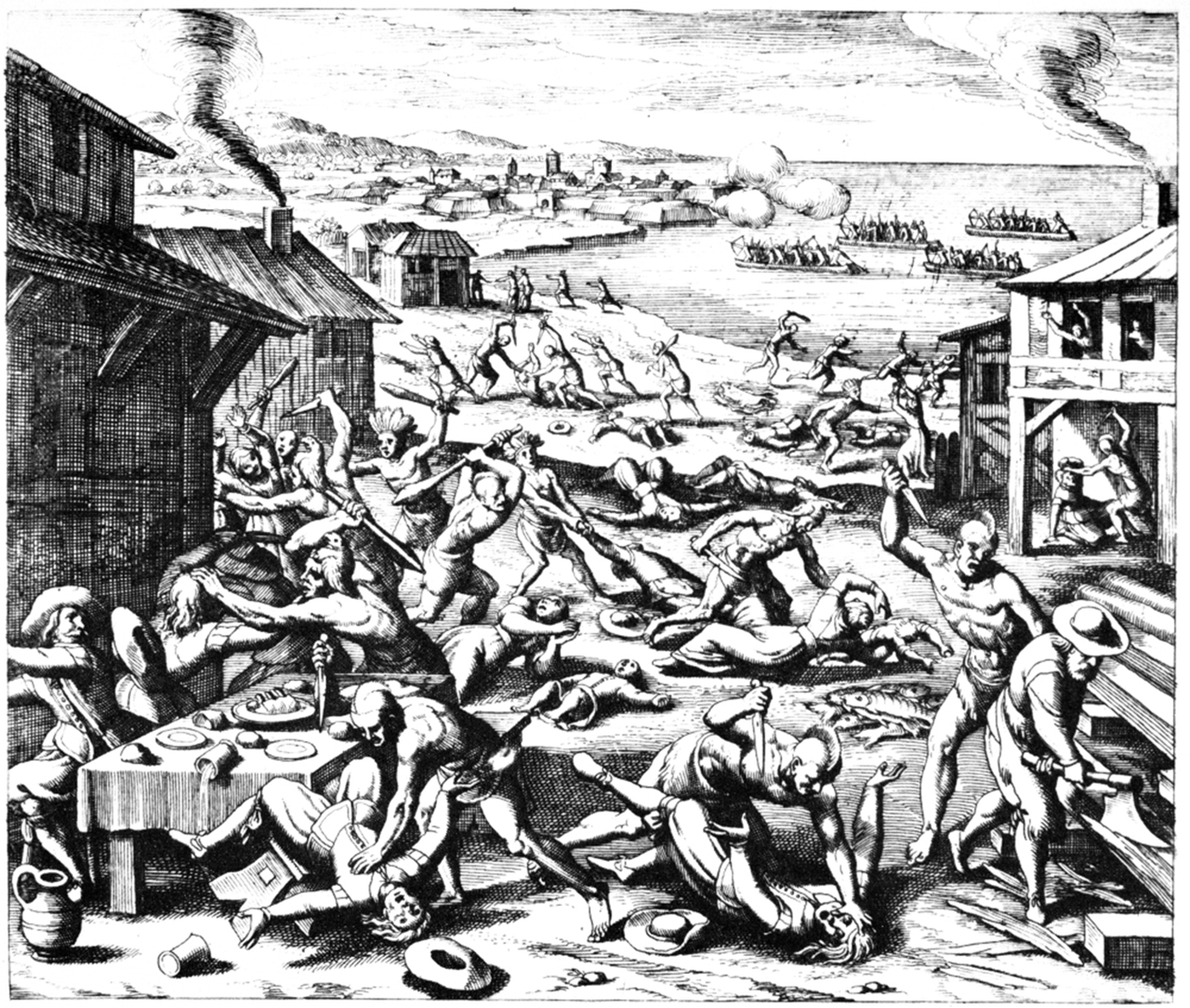
Нападение индейцев на Джеймстаун в 1622 году. Ксилография

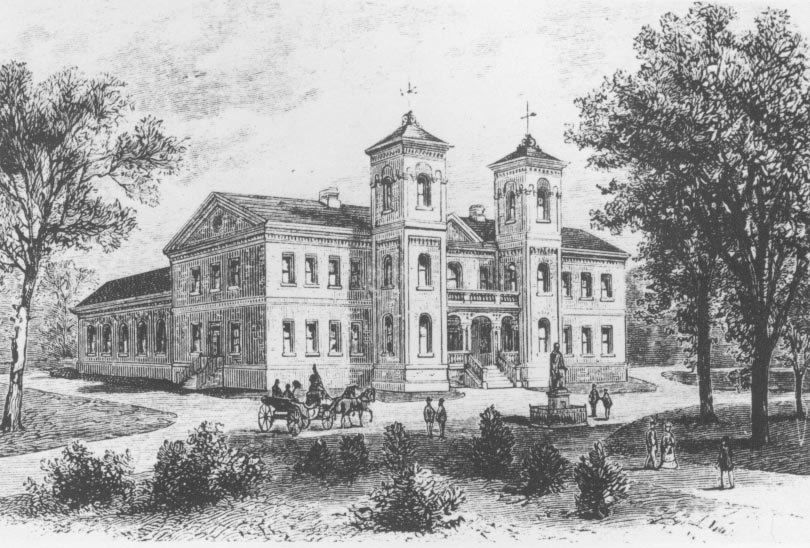
Колледж Вильгельма и Марии в 1859 году

В марте 1584 года Уолтер Роли получил от королевы Елизаветы I патент на заселение земель в Новом Свете. Благодаря его активным действиям в 1585 году была основана колония Виргиния, названная в честь вышеупомянутой «королевы-девственницы». На острове Роанок были предприняты попытки создать поселение, однако, первая из них закончилась отъездом англичан домой, а вторая — исчезновением колонистов.
В 1606 году король Яков I закрепил право на колонизацию Виргинии за двумя акционерными компаниями: Лондонской и Плимутской. Лондонская компания наняла капитана Кристофера Ньюпорта. 9 декабря 1606 года экспедиция Ньюпорта, состоявшая из трех кораблей («Сьюзан Констант», «Годспит» и «Дискавери»), вышла из устья Темзы на юг. Пассажирами были джентльмены (в историческом значении этого слова) и сервенты (бедняки). В апреле 1607 года корабли вошли в Чесапикский залив. Руководство колонией было поручено Совету из 7 человек, в число которых входили Ньюпорт, Бартоломью Госнольд, Джон Ретклифф и Джон Смит.
Англичане высадились на территорию континента 14 мая 1607 года. Новый форт был назван Джеймстауном в честь короля Якова I. 22 июня капитан Ньюпорт отплыл в Англию за поселенцами и провизией, оставив 104 человека. Колонисты столкнулись со значительными трудностями, в частности, болезнями, недостатком пищи и воды, из-за чего возник голод и людоедство, большое количество людей погибло. 8 октября капитан вернулся с людьми и провизией, такие поездки он стал совершать регулярно.
В конце 1607 года Джон Смит ушёл на разведку и был захвачен индейцами. В написанной им позже книге «История Вирджинии» он рассказывает, что его привели в лагерь вождя Союза алгонкинов Поухатана. Смита должны были казнить ударом дубины по голове, но его спасла юная дочь вождя, 12-летняя Покахонтас, обхватившая его руками. Вождь даровал Смиту жизнь, англичанин прошёл индейский ритуал, после чего был объявлен приёмным сыном Поухатана и произведён «главой племени пришельцев». Эти события легли в основу известного диснеевского мультфильма и нескольких полнометражных фильмов, в частности, драмы Теренса Малика «Новый Свет» (2005).
Когда 2 января 1608 года Джон Смит вернулся в Джеймстаун, в поселении проживало всего 38 человек. Джон Смит сумел заключить мир с индейцами, который позволил англичанам выжить. Индейцы помогли поселенцам продуктами после пожара, а затем торговали с ними.
Летом 1608 года в колонии начались разногласия и Смит покинул её, чтобы исследовать весь Чесапикский залив, открыть устье Саскуэханны и подняться вверх по реке Потомак. Тем временем в колонии началась смута, после которой Совет попросил Смита вернуться и возглавить колонию. Он согласился и ввёл в Джеймстауне строгий порядок и дисциплину. Однако осенью 1609 года Смит был ранен в ногу из мушкета и отправился на лечение в Англию. С началом в 1609 году Первой англо-похаутанской войны, среди жителей Джеймстауна, наделы которых страдали от индейских набегов, возникли разногласия по поводу дальнейшей судьбы колонии, и многие из них собирались вернуться в Европу. Весной 1610 года Вирджинская компания приняла решение вместо избираемого Советом президента назначить губернатора, а Совет — сделать лишь совещательным органом. 
Прибытие 10 июня 1610 года в Джеймстаун военного отряда в 150 человек под командованием Томаса Уэста, лорда де Ла Варра пресекли брожение в среде колонистов, укрепив авторитет королевской власти. Изначально обязанности местного губернатора исполнял Томас Гейтс, но первым официальным губернатором стал Томас Уэст, в честь которого был позже назван штат Делавэр и проживавшее на его территории индейское племя ленни-ленапе. Его правой рукой стал Самуэль Аргалл, построивший Норфолк и Хэмптон.
В 1611 году губернатором стал Томас Дейл, при котором в колонию была привнесена стабильность и основан город Хенрикус. В апреле 1613 года Аргалл заманил на свой корабль повзрослевшую Покахонтас и стал её удерживать. Затем она держалась в Джеймстауне как заложница, что вызвало конфликт с индейцами. Затем Покахонтас обучалась в соседнем Хенрикусе английскому языку и европейским манерам, где познакомилась с Джоном Рольфом. Он приехал туда с Бермуд, по дороге потеряв жену и дочь. Они поженились, и на 8 лет между колонистами и индейцами воцарился мир. Затем пара посетила Англию, где индейская принцесса умерла от болезни (1617). Джон вернулся в колонию, где и умер, позднее в Вирджинию приехал их сын Томас.
С 1617 по 1619 год в колонии действовал военный режим Самуэля Аргалла. В эти годы были построены Портсмут и Ньюпорт-Ньюс.
В 1619 году произошли два события, оказавшие существенное влияние на всю дальнейшую историю США. В этом году губернатор Джордж Ердли принял решение передать часть власти Палате бюргеров, основав тем самым первое в Новом Свете демократически выбранное законодательное собрание. Первое заседание Палаты состоялось 30 июля 1619 года. В том же году колонистами была приобретена у португальцев небольшая группа африканцев ангольского происхождения. Хотя формально эти чернокожие не являлись рабами, а имели длительные контракты без права расторжения, именно с этого события принято отсчитывать историю рабовладения в Америке.
Постепенно экспортировавшийся оттуда табак набирал популярность в Европе, вследствие чего плантации его расширялись, требуя все новых и новых земель. Это обострило конфликты с местными индейцами, поухатанами, паманками и другими, которых пытались также превращать в рабов. В марте 1622 года индейцы во главе с новым вождем Опечанканоу вероломно напали на колонию, убив 347 человек. По рассказу Джона Смита, который сам не был в колонии с 1609 года, но записал свидетельства очевидцев, индейцы беспрепятственно проникли за укрепления, неся в руках продукты на продажу: оленину, индеек, рыбу и фрукты, а затем внезапно выхватили ножи, томагавки, воспользовавшись также всем, что попалось им под руку, устроили кровавую резню. События вошли в историю как «Джеймстаунская резня».
В декабре того же года началась эпидемия неопределённой болезни, занесённая кораблем «Абигайл», а зимой 1623 года начался голод. Население колонии, соответственно, стало резко сокращаться. Учреждённая в Англии в 1623 году комиссия выяснила, что с 1606 года из 7300 колонистов 6040 умерло, причём, по «неестественным» причинам. В следующем году у Лондонской компании был отобран соответствующий патент. В 1625 году новый король Карл I провозгласил Вирджинию колонией Англии с прямым правлением Короны. В колонию был назначен королевский губернатор.
"Виргинская компания послала праздных учить праздных", - писал американский историк Эдмунд Морган в книге "Американское рабство, американская свобода", описывая обреченную колонию Джеймстаун. — "И они послали, как оказалось, ссорящуюся группу джентльменов и слуг, чтобы принести свободу свободным. Это был рецепт катастрофы".
В 1644 году нападение индейцев повторилось, а в 1676 году город сжёг отряд восставших против колониальной администрации белых фермеров во главе с Натаниэлем Бэконом.
В 1693 году на средства Вильгельма III и Марии II был основан Колледж Вильгельма и Марии.
После перенесения в 1698 году столицы колонии в Уильямсберг Джеймстаун начал медленно приходить в упадок. Сейчас на месте города расположен музей под открытым небом, рассказывающий об истории открытия Америки.
В 1993 году начались археологические раскопки, в результате которых было доказано, что город был построен значительно раньше соседнего Плимута.
В 2007 году отмечалось 400-летие первой высадки англичан на земли Нового Света, город посетила Елизавета II (первый раз — в 1957 году). Металлическая табличка с надписью «Джеймстаун», найденная во время археологических раскопок и являющаяся ровесником города, совершила космическое путешествие на борту шаттла «Атлантис» и была доставлена к МКС.

## В кино
- «Капитан Джон Смит и Покахонтас»[англ.] — реж. Лью Ландерс[англ.] (США, 1953).
- «Покахонтас: легенда»[англ.] — реж. Дэниэл Дж. Суисса (Канада, 1995).
- «Новый Свет» (The New World) — реж. Теренс Малик (США, 2005).
- «Джеймстаун»[англ.] (телесериал) — реж. Джон Александер, Сэмюэль Донован, Дэвид Мур и др. (Великобритания, 2017—2019)

### Статьи
- Эдуард Шац. Первые поселенцы и индейцы: 400-летие Виргинии // «Чайка» #8(91) от 15 апреля 2007 года.
- Thomas J. Wertenbaker. Jamestown, 1607-1957 (англ.) // Proceedings of the American Philosophical Society. — American Philosophical Society, 1957. — Vol. 101, iss. 4. — P. 369-374.
- Morgan, Edmund S. The Labor Problem at Jamestown, 1607-18 (англ.) // The American Historical Review. — Oxford University Press, 1971. — Vol. 76, iss. 3. — P. 595-611.
- Gookin, Warner F. The First Leaders at Jamestown (англ.) // The Virginia Magazine of History and Biography. — Virginia Historical Society, 1950. — Vol. 58, iss. 2. — P. 181-193.